# كسوة السرير

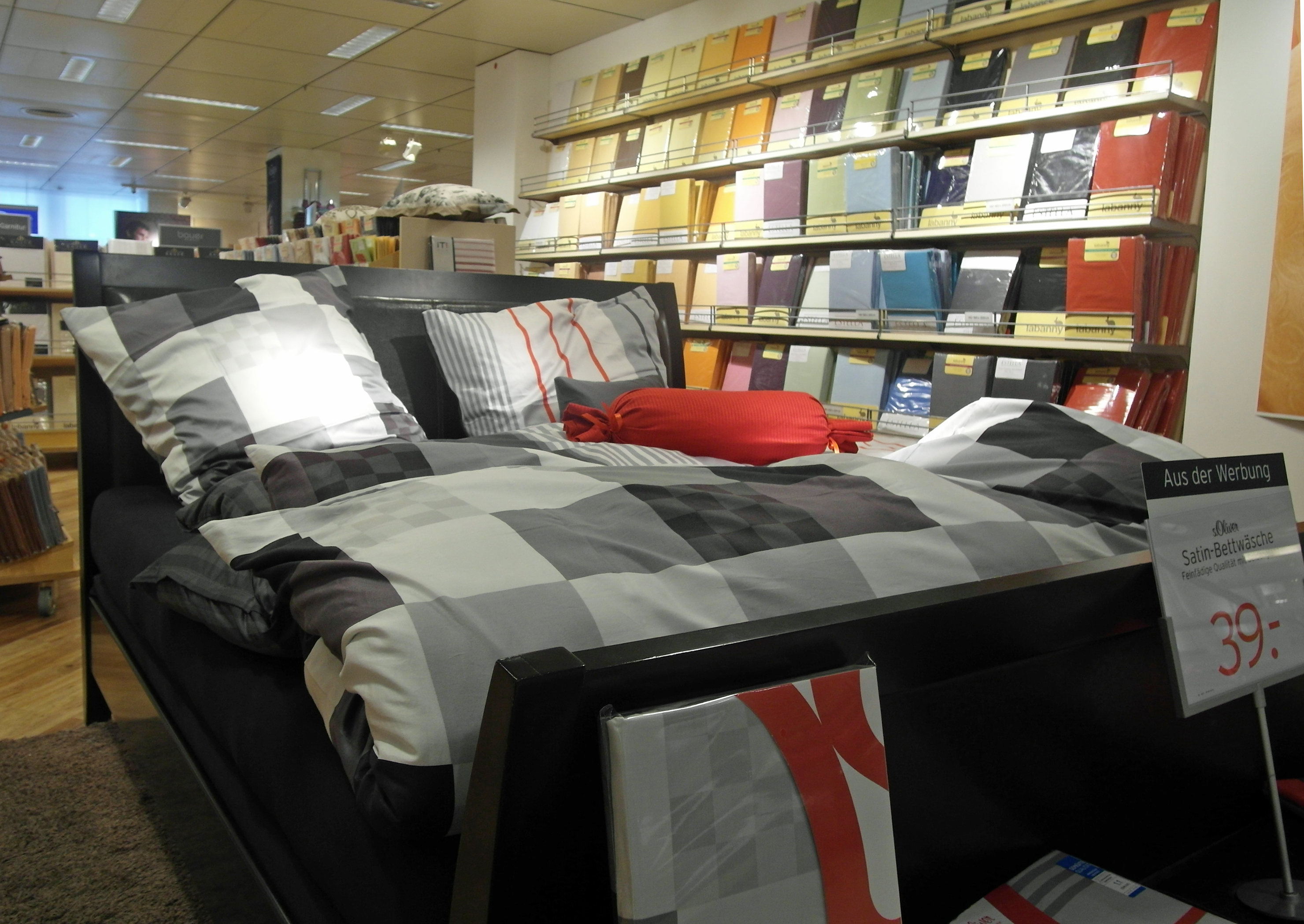
كُسوَة السرير في أحد المتاجر

يشير مصطلح كُسوَة السرير أو كُسوة الفِرَاش التي تُعرف أيضًا باسم ال‍شراشف، (والتي قد تعني أيضًا الملابس التي يرتديها الشخص أثناء النوم)، إلى المواد التي توضع فوق مراتب السرير من أجل توفير النظافة والتدفئة وحماية المراتب ولإضفاء الطابع الديكوري. وكُسوَة السرير هي الجزء القابل للنزع والغسل داخل مكان النوم. في الغالب، تُغسَّل أطقم كُسوَة السرير المتعددة بالتناوب و/أو يتم تغييرها كل موسم لتحسين مستوى الراحة أثناء النوم في درجات الحرارة المتفاوتة للغرفة. في الإنجليزية الأمريكية، لا تتضمن كُسوَة السرير بوجه عام المرتبة أو المرتبة الزنبركية أو إطار السرير بينما ينطبق هذا المصطلح في الإنجليزية البريطانية عليه.
في الغالب، تتكون كُسوَة السرير من ملاءَة مستوية أو مثبتة تغطي المرتبة وملاءة علوية، وهي إما بطانية أو لحاف أو دوفيت وفي بعض الأحيان يمكن استبداله بغطاء اللحاف أو استخدامه بجانب الملاءة العلوية، بالإضافة إلى عدد من الوسائد مع أكياسها، ويُشار إليها في كثير من الأحيان بغطاء الوسادة المُزخرف. ويمكن إضافة بطانيات إضافية وغيرها من الكُسوَة لضمان العزل اللازم في مناطق النوم الباردة. ومن الممارسات الشائعة للأطفال وبعض البالغين تزيين السرير بالحيوانات القطيفة المحشوة والدمى والألعاب اللينة الأخرى. ولا تندرج تلك الأشياء تحت اسم كُسوَة السرير، على الرغم من أنها قد توفر للنائم دفئًا إضافيًا.

## مواد كُسوَة السرير
يُعد قطن النسيج السادة أو نسيج أطلس أو النسيج الناعم الأبيض الخفيف أو الملون أو المطبوع أو النسيج المخلوط من القطن أو القطن/البوليستر هي الأنواع الأكثر شيوعًا للملاءات. يُستخدم وبر الوز أو البط وأنواع الريش الأخرى كثيرًا كعامل تدفئة بجانب الحشو خفيف الوزن في المفارش والألحفة. قد تبرز هذا الحشو في بعض الأنواع حتى في الأقمشة المنسوجة بإحكام، مما يمثل مصدر إزعاج لكثير من الناس خاصة هؤلاء الذين يعانون من الحساسية. وتتوفر البدائل الطبيعية والاصطناعية باستمرار في الأسواق. تستخدم الحشوة المصنوعة من القطن أو الصوف أو البوليستر بشكل شائع لحشو الكُسوَة. وهي أقل تكلفة وأسهل في الغسيل عن الوبر الطبيعي أو الريش. وتتميز الألياف الاصطناعية بأنها الأفضل من ناحية التدفئة (حيث تعبر الألياف) حشوة الغطاء. وعادة ما يُستخدم الصوف المحبوك أو المنسوج بدرجة كثيفة أو القطن أو الأكريليك أو المواد الاصطناعية الأخرى من الليف الدقيق، أو المزيج من ذلك، في البطانيات.

## أحجام كُسوَة السرير
يتم تصميم أحجام كُسوَة السرير اعتمادًا على أبعاد السرير والمرتبة المراد استخدام الكُسوَة معها. وتختلف أحجام السرير حول العالم، فلكل بلد لديها معاييرها ومصطلحاتها الخاصة.
يُمكن تصنيف أحجام المرتبة حسب بلد البيع:

### أحجام السرير في المملكة المتحدة
| قياسات السرير | الملاءة المثبتة   | الملاءة المستوية | غطاء الدوفيت |
| --- | ----------------- | ---------------- | ------------ |
| سرير فردي في المملكة المتحدة 90 سم × 190 سم (35 بوصة × 75 بوصة)                                                      | 90 × 190 × 20 سم  | 180 × 260 سم     | 135 × 200 سم |
| حجم السرير الفردي في أوروبا في متاجر التجزئة السويدية للمفروشات المنزلية (إيكيا) 90 سم × 200 سم (35 بوصة × 79 بوصة)  | 90 × 200 × 20 سم  | 180 × 260 سم     | 150 × 200 سم |
| سرير مزدوج في المملكة المتحدة 135 سم × 190 سم (53 بوصة × 75 بوصة)                                                    | 135 × 190 × 20 سم | 220 × 260 سم     | 200 × 200 سم |
| حجم السرير المزدوج في أوروبا في متاجر التجزئة السويدية للمفروشات المنزلية (إيكيا) 140 سم × 200 سم (55 بوصة × 79 بوصة | 140 × 200 × 20 سم | 220 × 260 سم     | 200 × 200 سم |
| حجم السرير الكينج في المملكة المتحدة 150 سم × 200 سم (59 بوصة × 79 بوصة)                                             | 150 × 200 × 20 سم | 265 × 275 سم     | 225 × 220 سم |
| حجم السرير الكينج في أوروبا في متاجر التجزئة السويدية للمفروشات المنزلية 160 سم × 200 سم (63 بوصة × 79 بوصة)         | 160 × 200 × 20 سم | 265 × 275 سم     | 240 × 220 سم |
| حجم السرير الكينج الضخم في المملكة المتحدة 183 سم × 200 سم (72 بوصة × 79 بوصة)                                       | 183 × 200 × 20 سم | 280 × 290 سم     | 260 × 220 سم |

### أحجام السرير في أوروبا
| قياسات السرير                                           | الملاءة المثبتة   | الملاءة المستوية | غطاء الدوفيت |
| ------------------------------------------------------- | ----------------- | ---------------- | ------------ |
| السرير الفردي 90 سم × 190 سم (35 بوصة × 75 بوصة)        | 90 × 190 × 20 سم  | 180 × 260 سم     | 150 × 200 سم |
| السرير المزدوج 140 سم × 190 سم (55 بوصة × 75 بوصة)      | 140 × 200 × 20 سم | 220 × 260 سم     | 200 × 200 سم |
| السرير الكينج 160 سم × 200 سم (63 بوصة × 79 بوصة)       | 160 × 200 × 20 سم | 265 × 275 سم     | 240 × 220 سم |
| السرير الكينج الضخم 200 سم × 200 سم (79 بوصة × 79 بوصة) | 200 × 200 × 20 سم | 280 × 290 سم     | 260 × 220 سم |

### أحجام السرير في أمريكا الشمالية
يتم تقريب التحويلات المترية إلى أقرب سنتيمتر كامل.
| قياسات السرير                                            | الملاءة المثبتة                                 | الملاءة المستوية                   | غطاء الدوفيت/المفرش               | الألحفة                            |
| -------------------------------------------------------- | ----------------------------------------------- | ---------------------------------- | --------------------------------- | ---------------------------------- |
| السرير الزوجي (توين) 38 بوصة × 75 بوصة (97 سم × 191 سم)  | 39 بوصة × 76 بوصة × 8 بوصات (99 × 193 × 20 سم)  | 72 بوصة × 102 بوصة (182 × 259 سم)  | 59 بوصة × 79 بوصة (150 × 201 سم)  | 80 بوصة × 106 بوصة (203 × 269 سم)  |
| سرير كامل/مزدوج 54 بوصة × 75 بوصة (137 سم × 191 سم)      | 54 بوصة × 76 بوصة × 8 بوصات (137 × 193 × 20 سم) | 87 بوصة × 102 بوصة (221 × 259 سم)  | 79 بوصة × 79 بوصة (201 × 201 سم)  | 100 بوصة × 106 بوصة (254 × 269 سم) |
| سرير الملكة 60 بوصة × 80 بوصة (152 سم × 203 سم)          | 60 بوصة × 80 بوصة × 8 بوصات (152 × 203 × 20 سم) | 105 بوصة × 110 بوصة (267 × 279 سم) | 88 بوصة × 86 بوصة (224 × 218 سم)  | 106 بوصة × 106 بوصة (269 × 269 سم) |
| السرير الكينج 76 بوصة × 80 بوصة (193 سم × 203 سم)        | 76 بوصة × 80 بوصة × 8 بوصات (193 × 203 × 20 سم) | 110 بوصة × 114 بوصة (279 × 290 سم) | 102 بوصة × 86 بوصة (259 × 218 سم) | 112 بوصة × 106 بوصة (284 × 269 سم) |
| سرير كينج كاليفورنيا 72 بوصة × 84 بوصة (183 سم × 213 سم) | 73 بوصة × 85 بوصة × 8 بوصات (185 × 216 × 20 سم) | 110 بوصة × 114 بوصة (279 × 290 سم) | 102 بوصة × 86 بوصة (259 × 218 سم) | 114 بوصة × 106 بوصة (290 × 269 سم) |

### أحجام السرير في أستراليا
| قياسات السرير                                        | الملاءة المثبتة                     | الملاءة المستوية            | غطاء الدوفيت              |
| ---------------------------------------------------- | ----------------------------------- | --------------------------- | ------------------------- |
| السرير الفردي 91 × 191 سم 36 × 75 بوصة               | 91 × 193 + 40 سم 36 × 76 + 16 بوصة  | 180 × 254 سم 71 × 100 بوصة  | 140 × 210 سم 55 × 83 بوصة |
| السرير الكينج لفرد واحد 106 سم × 203 سم 41 × 80 بوصة | 107 × 203 + 40 سم 42 × 80 + 16 بوصة | 200 × 270 سم 79 × 106 بوصة  | 180 × 210 سم 71 × 83 بوصة |
| السرير المزدوج 137 × 191 سم 54 بوصة × 75 بوصة        | 137 × 193 + 40 سم 54 × 76 + 16 بوصة | 228 × 254 سم 90 × 100 بوصة  | 180 × 210 سم 71 × 83 بوصة |
| سرير الملكة 152 × 203 سم 60 × 80 بوصة                | 152 × 203 + 40 سم 60 × 80 + 16 بوصة | 245 × 274 سم 97 × 108 بوصة  | 210 × 210 سم 83 × 83 بوصة |
| سرير الكينج 183 × 203 سم 72 × 80 بوصة                | 182 × 203 + 40 سم 72 × 80 + 16 بوصة | 260 × 274 سم 102 × 108 بوصة | 240 × 210 سم 95 × 83 بوصة |

## معلومات تاريخية
في حوالي عام 3400 قبل الميلاد، نقل الفراعنة الأسّرة من على الأرض وناموا على أسطح مرتفعة.
وكانت مراتب الإمبراطورية الرومانية محشوة بالصوف والريش والبوص والقش. كما زُينت الأسرة بالطلاء والبرونز والفضة والمجوهرات والذهب.
وأثناء عصر النهضة، كانت المراتب محشوة بالقش والريش، ثم غُطيت بالحرير أو القطيفة أو الساتان.
بحلول القرن الثامن عشر، ظهرت إطارات السرير المصنوعة من الحديد الزهر، والمراتب المصممة من القطن. شهد القرن التاسع عشر ابتكار المرتبة الزنبركية، وتسمى أيضًا المرتبة المزودة بسوستة.
ظهر في القرن العشرين المرتبة المزودة بزنبرك داخلي والفوتون الياباني والسرير المائي (استُخدم في أوائل الستينيات) ومراتب الهواء ومراتب الفوم والوسادات.

## مصطلحات

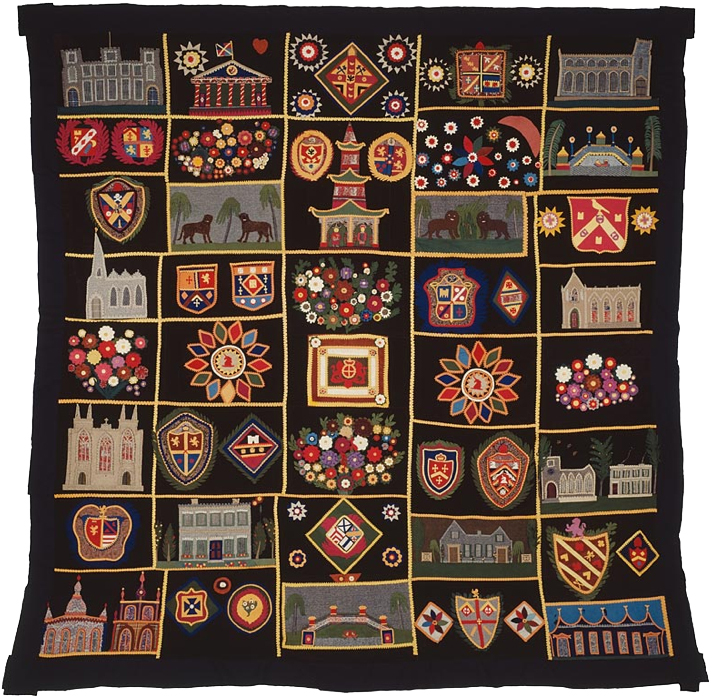
غطاء سرير يتميز برسومات "مباني وحيوانات ودروع"، ألباني، نيويورك، 1890. لوحات من معهد الفن بشيكاغو

- تنورة السرير (تعرف أيضًا باسم كشكشة السرير أو الكشكشة أو الستارة): هي قطعة زخرفية تستخدم لتغطية المرتبة الزنبركية وأرجل السرير. ويتم تثبيتها بين المرتبة والزنبركية وفي الغالب تُعلق أو تصل إلى الأرض.
- مفرش السرير: هو غطاء للسرير ذي أجناب تمتد إلى الأرضية أو بالقرب منها. ولا يتطلب تنورة سرير، وقد حظيت بشعبية خاصة في أمريكا الشمالية بعد الحرب العالمية الثانية.
- المخدة: هي وسادة طويلة ضيقة أسطوانية الشكل عادةً ما تكون محشوة بالوبر أو الريش.
- وسائد بدوار (أو وسائد الفطور): هي وسائد زخرفية مستطيلة صغيرة.
- اللحاف: هو غطاء سرير يستخدم أيضًا مثل البطانية، وهو مبطن بالحشو ولا تظهر عليه النقوشات على نحو استثنائي. وغالبًا ما يكون له وجهان وقابلاً للغسيل في الغسالة. عادةً ما يقترن اللحاف بتنورة السرير لتكوين مجموعة كاملة، إذ إن أطراف اللحاف تصل بالقرب من منتصف الأرضية. (انظر أيضًا «الدوفت»).
- الانخفاض: البعد الرأسي لتنورة السرير.
- الدوفت: هو حقيبة مسطحة لينة عادة ما تكون محشوة بالوبر أو الريش، أو مزيج من الاثنين معًا، وتستخدم على السرير مثل البطانية. وهي ليست رقيقة مثل اللحاف، وقد تسمى «لحاف الوبر».
- غطاء الدوفت: هو غطاء مزخرف وواقٍ لـ الدوفت. وتحتوي معظم كُسوَة الدوفت على زر أو رباط إغلاق في نهايتها.
- الغطاء الأوروبي المُزين (أوالغطاء الأوروبي المُزخرف): هو غطاء وسادة مزخرف يلائم الوسادة ذات حجم 26 بوصة × 26 بوصة. ويوضع في كثير من الأحيان خلف غطاء الوسادة المُزخرف ذي الحجم القياسي كستارة، أو أعلى الوسادات القياسية كطقم زخرفي مزود بغطاء دوفت.
- سرير من الريش: الريش الموجود داخل قشرة النسيج يوضع أعلى المرتبة على أنه واقٍ خفيف للمرتبة. وعادةً ما يحتوي السرير الريشي على أشرطة مرنة أو ملاءة مثبتة عليه ولذا يُثبت على المرتبة ويبقى في مكانه.[6]
- الملاءة المثبتة: هي ملاءة توضع بالأسفل وتُثبت بإحكام على المرتبة. وتتوافر الملاءات المثبتة في مجموعة من أعماق الجيب، التي تشير إلى سُمك المرتبة. ويتراوح حجم الجيب القياسي الموجود في أمريكا الشمالية من 7 بوصات إلى 9 بوصات. ويتراوح قياس زوايا الجيب العميق في الغالب من 10 بوصات إلى 13 بوصة. تتميز زوايا الجيب العميق الإضافية بكبر حجمها وتتراوح من 14 بوصة حتى 22 بوصة، وتستخدم في عمق المرتبة المرتفع أو العميق على نحو استثنائي.[6]
- ذات الأطراف: تتضمن شريطًا زخرفيًا من القماش يكون مطرزًا أو مخيطًا؛ ويُستخدم في كثير من الأحيان لوصف الوسائد أو غطاء الوسادة المُزخرف.
- كُسوَة السرير في الفنادق: هي ملاءات مصممة من عدد من الخيوط العالية والتصاميم غير المُزينة، صُممت خصيصًا لتحل بديلًا لمواد كُسوَة السرير التي تستخدمها الفنادق. وقد أدى توسع رجال الأعمال في السفر لزيادة طلب المستهلكين على تلك المنتجات.
- قطن الماكو: هي درجة عالية من القطن، طويل التيلة أو طويل الألياف المزروع في مصر، يحتوي على ألياف متسلسلة يتم استخدامها عند صناعة الخيوط أو الخيوط المغزولة. وتتميز الخيوط المغزولة بأنها أصغر في القُطر على الرغم من أنها أقوى من أنواع القطن الأخرى. يعني الخيط المغزول الصغير أنه من الممكن استخدام أكثر من خيط لكل بوصة مربعة للحصول على الأقمشة الأقوى الأخف في الوزن ومع ذلك فإنها مريحة في التنفس. يدخل قطن الماكو في كثير من الأحيان في صناعة المُلاءات والمناشف، التي يتم تسويقها على أنها منتجات رفاهية.[7]">http://www.betten-schweitzer.com/english/Qualitaet.asp نسخة محفوظة 30 مارس 2012 على موقع واي باك مشين.]</ref></a>
- واقي المرتبة: يُعرف أيضًا باسم وسادة المرتبة الرقيقة أو معطف المرتبة الخفيف أو الوسادة الداخلية. وعادة ما يُستخدم ذلك تحت الملاءة المثبتة لتوفير الراحة والحماية من الحساسية والحفاظ على المرتبة.
- نيك رول: (Neckroll) هي وسائد صغيرة مُزخرفة أسطوانية.
- غطاء الوسادة المُزخرف: هي كُسوَة مُزخرفة للوسائد، تُصمَّم غالبًا مع الديكورات أو الكشكشة أوالحافات البارزة أو الأربطة. وتُوضع الكُسوَة المُزخرفة غالبًا خلف الوسادات المستخدمة للنوم، المُغطاة في الغالب بكُسوَة وسائد عادية.
- قطن بيما: هي درجة عالية من القطن. ويتميز بتيلة طويلة مثل قطن الماكو، مما يعطيه نعومة وبريقًا، بجانب متانته. وتتحسن خصائصه العالية الجودة عند ارتدائه. يُستخدم قطن بيما في صناعة المُلاءات الفاخرة والمناشف والملابس، التي يتم تسويقها على أنها منتجات رفاهية. تُعد منتجات بيرو (Peru) أكثر المنتجات في العالم استخدامًا لقطن بيما.[8]">http://www.peruvianconnection.com/category/about+pc/fiber+-+product+info/peruvian+pima+cotton.do نسخة محفوظة 30 يونيو 2015 على موقع واي باك مشين.]</ref></a>
- المطوية: مادة تظهر في الثنيات مثل المروحة.
- المخيطة: مثبتة بإحكام، أي، صُممت لتتلاءم مع السرير تلاؤمًا تامًا.
- عدد الخيوط: عدد الخيوط لكل بوصة مربعة في القماش المنسوج.